# Павловская (Краснодарский край)
Па́вловская — станица в Краснодарском крае.
Административный центр и крупнейший населённый пункт Павловского района. Центр Павловского сельского поселения.
Население — 29 514 человек (2021). Входит в Список сельских населенных пунктов с населением более 10 тысяч человек.

## География
Станица расположена в центральной части Павловского района на берегах степной реки Сосыки (приток Еи), в степной части Кубано-Приазовской равнины. Расстояние от Павловской до Краснодара и Ростова на Дону — 140 километров в обе стороны.
Две железнодорожные станции: Сосыка-Ейская (ветка на Ейск демонтирована) и Сосыка-Ростовская (на отрезке Тихорецкая — Батайск).
Через станицу проходит федеральная автодорога Дон, а также начинается федеральная автодорога Кавказ.

## История
- В 1822 году Днепровскими казаками основано куренное селение Павловское[2].
- Станица Павловская с 1842 года.
- Станица входила в Ейский отдел Кубанской области[3].
- В 1900 было построено двухклассное училище (ныне это средняя школа № 2 им. Ленина) и две церковно-приходские школы для детей иногородних: одна мужская и одна женская.
- В 1907 году при атамане Фоменко в станице было построено ещё 2 школы: им. Шевченко, им. Лермонтова.
- В 1907—1908 годах в станице появилась железнодорожная станция Сосыка — Ейская.
- За 1916 год двухклассное училище было преобразовано в четырёхклассное Высшее начальное училище.
- В период с 1925 по 1937 гг. была переименована в станицу Жлобинскую[4].
- Весной 1928 года в Павловской был создан первый колхоз «Добрые семена».
- В 1942 году фашистские оккупанты расстреляли мирных жителей станицы, а также членов семей комсостава Киевского военного округа.

## Население
| 1939    | 1959    | 1970    | 1979    | 1989    | 2002    | 2010    |
| ------- | ------- | ------- | ------- | ------- | ------- | ------- |
| 12 279  | ↗16 652 | ↗23 627 | ↗25 846 | ↗28 744 | ↗30 736 | ↗31 327 |
| 2021    |         |         |         |         |         |         |
| ↘29 514 |         |         |         |         |         |         |

## Экономика
Основу экономики станицы составляет сельскохозяйственный комплекс, основными направлениями которого является растениеводство и животноводство. В него входят:
- ОАО «Племзавод „За мир и труд“».
- ЗАО «Колос».

В промышленный комплекс входят:
- ОАО «Павловский сахарный завод».
- ОАО «Павловский мясокомбинат».
- ООО «Техада».
- ОАО «Павловский элеватор».
- ЗАО «Комбикормовый завод „Павловский“».
- ЗАО «Механический завод „Реммаш“» (не работает, здание арендуется).
- ООО «Маслозавод „Павловский“».
- ЗАО «Комбинат перерабатывающей промышленности „Павловский“» (не работает более 10 лет, имущество сдаётся в аренду).
- ООО «Хлебокомбинат Павловского райпо» (не работает с 2007 года, имущество сдаётся в аренду).
- ОАО «Павловскаярайгаз».
- ООО «Павловскаягазстрой».
- ОАО «База по реализации сжиженного газа „Павловская“».
- нефтебаза ООО «Лукойл-Югнефтепродукт».
- ОАО «Павловское дорожное ремонтно-строительное управление».
- ООО «Мосстрой-Юг-31».
- ОАО «Мир Северо-Кавказского промышленного железнодорожного транспорта».
- ЗАО «Агрохимия».
- ОАО «Тепловые сети».

Отели при въезде в станицу
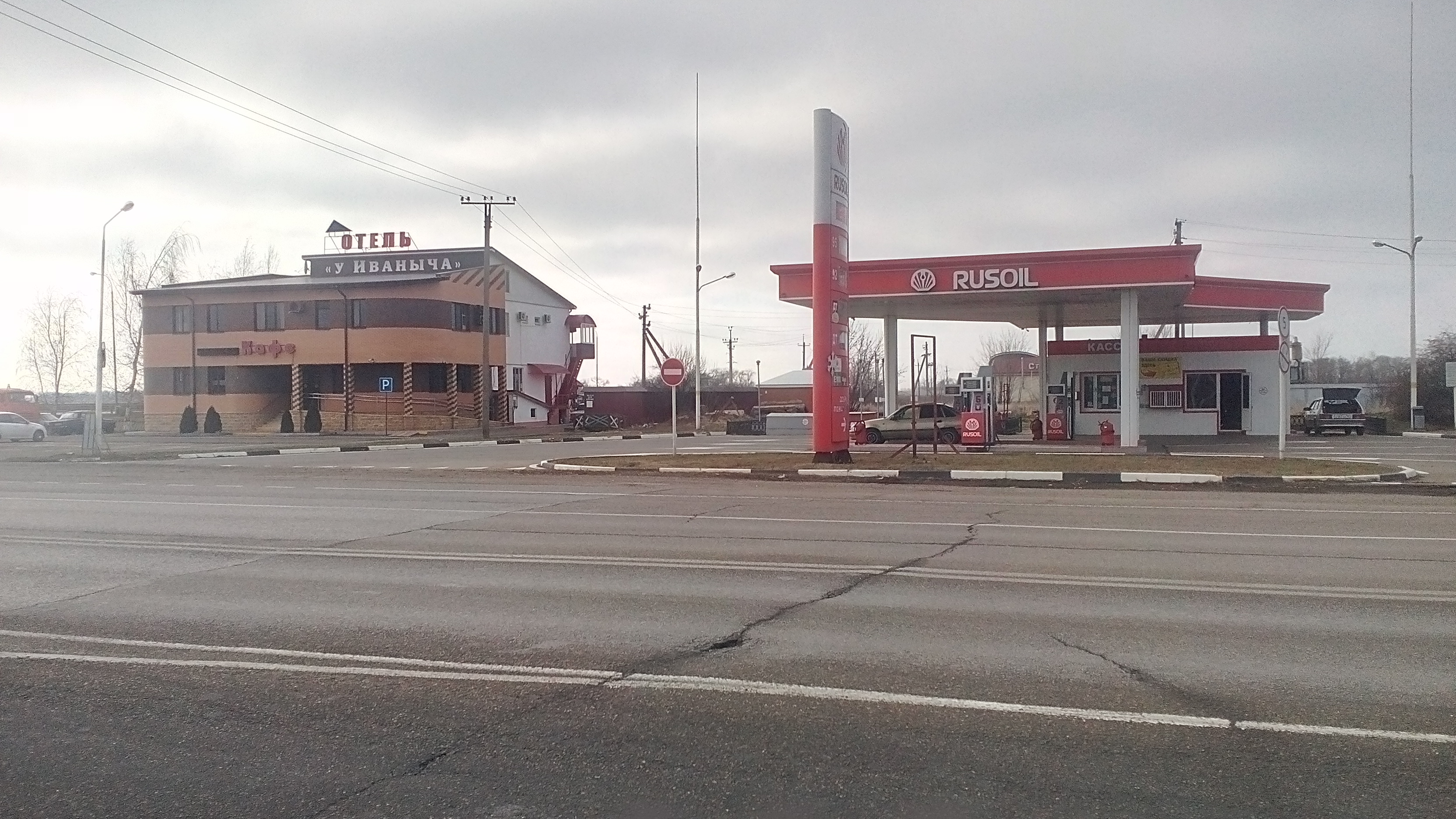
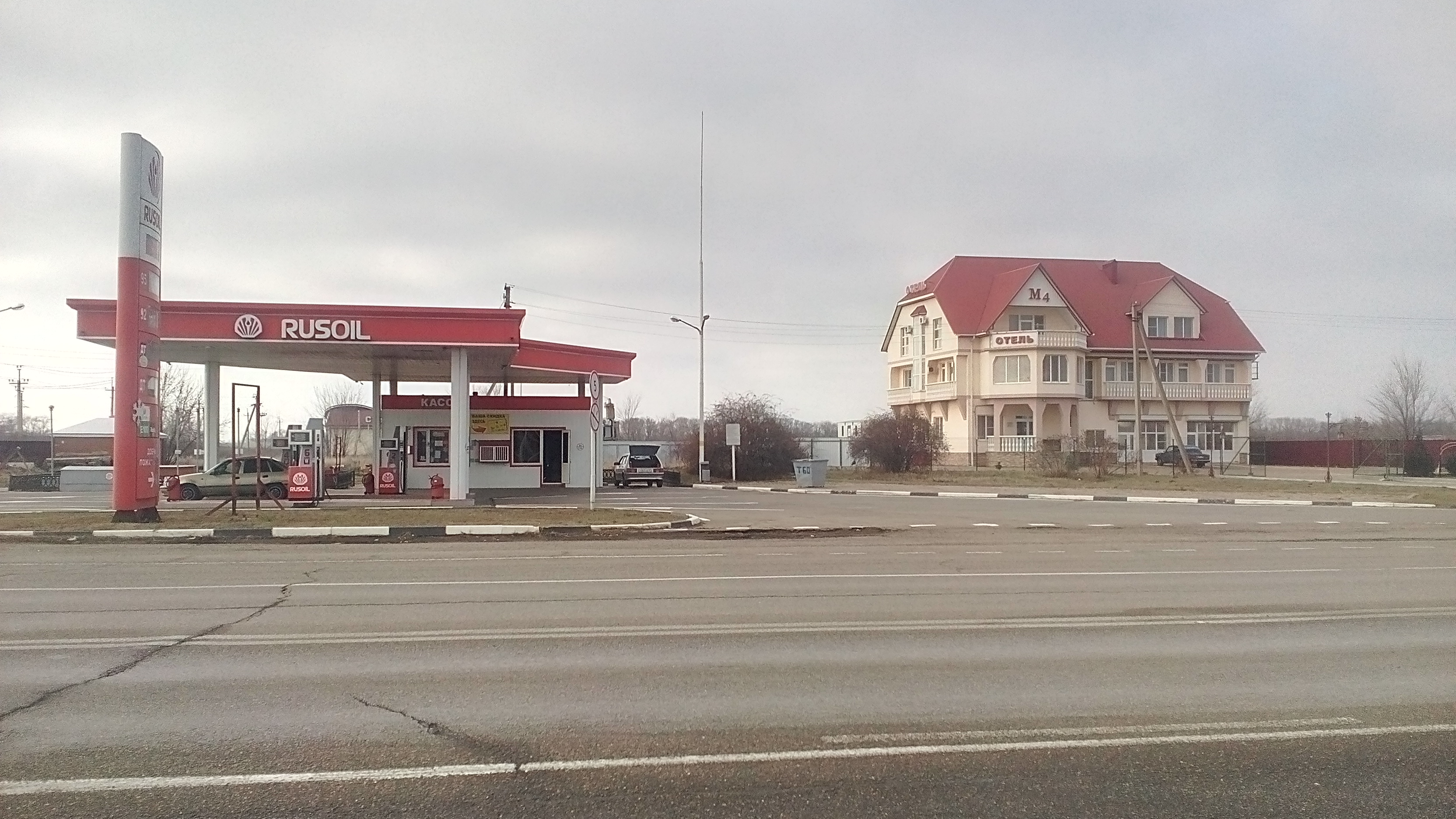

## Спорт

### Футбол
Точкой отсчёта основания футбольного коллектива в Павловской считается 1947 год, когда в станице появилась команда «Спартак», которую в начале 1950-х сменил «Буревестник», весной 1958 года переименованный в «Урожай», ставший впоследствии «Колосом». Кроме того, команда станицы Павловской принимала участие в чемпионате РСФСР среди КФК 1959 года. После ликвидации «Колоса», даже не доигравшего сезон 1969 года, наступило время упадка футбола в районе, в самой станице не было коллектива, выступавшего хотя бы на краевом уровне, вплоть до 1985 года, когда была сформирована команда «Кристалл», генеральным спонсором которой был сахарный завод, просуществовавшая до 1986 года.
В 1987 году в Павловской под названием «Кооператор» был создан клуб «Кубань Холдинг».

### Стадион
В станице расположен построенный в 1956 году стадион «Урожай», вмещающий ныне 2700 зрителей. Строительство арены началось в послевоенный период на месте старого кладбища в самом центре станицы. В начале 1967 года была проведена реконструкция стадиона: отремонтирована западная трибуна, установлен дополнительный ряд на восточной трибуне, в результате чего вместимость арены составила 4000 человек, а также была смонтирована система искусственного освещения. В четвёртом квартале 2016 года был начат капитальный ремонт стадиона, завершившийся торжественным открытием обновлённой арены 26 мая 2018 года, в процессе реконструкции объекта были отремонтированы западная и восточная трибуны, установлены новые пластиковые кресла, сооружено информационное электротабло и система искусственного освещения, а также благоустроена территория стадиона. На арене имеются беговые дорожки и сектор для занятия лёгкой атлетикой, действуют различные спортивные секции. 4 июля 2022 года был открыт Центр единоборств.

## Местные средства массовой информации
Периодические печатные издания, издающиеся и распространяемые на территории станицы Павловской и Павловского района:
- Газета «Единство»[27].

## Памятники истории и культуры
- Мемориальный комплекс в честь воинов, погибших в годы гражданской и Великой Отечественной войн (1980) — центральный парк.
- Памятный знак комсомольцам, умершим в годы гражданской и Великой Отечественной войн (1968) — угол ул. Горького и ул. Кирова.
- Братская могила 14 советских воинов, погибших в боях с фашистскими захватчиками (1942—1943) — кладбище.
- Братская могила красноармейцев, погибших за власть Советов в годы гражданской войны (1918) — центральный парк.
- Братская могила мирных жителей станицы, расстрелянных фашистскими оккупантами (1942) — северная окраина.
- Братская могила членов семей комсостава Киевского военного округа, расстрелянных фашистскими оккупантами (1942) — южная окраина.
- Место, где останавливался агитпоезд «Октябрьская революция» и на митинге с речью выступал председатель ВЦИК М. И. Калинин (август 1920) — ж.д.станция «Сосыка-Ейская».
- Танк Т-34-85, установленный в честь павловчан внесших вклад в строительство танковой колонны «Советская Кубань» (1985) — у ж/д переезда.
- Могила Ф. П. Гончарова (1922—1980), Героя Советского Союза — кладбище.
- Памятники В. И. Ленину (1956, ул. Горького, у клуба ЗАО «Колос»), (1956 — у здания правления ОАО ПЗ «За мир и труд»), (1945 — центральный парк).
- Памятник А. М. Горькому (1956) — ул. Горького, у стадиона.
- Особняк Ляшенко, конец XIX в. — ул Ленина,11, здание музея.
- Памятный знак участникам ликвидации аварии на Чернобыльской АЭС — центральный сквер.
- Мемориальная плита в честь воинов, погибших в годы Великой Отечественной войны — ул. Преградная.
- Мемориальная плита в честь воинов, погибших в годы Великой Отечественной войны — «За мир и труд».
- Памятный знак в честь 50-летия Победы — центральный сквер.
- Памятный знак воинам-афганцам — центральный сквер.
- Памятный знак с письмом к потомкам — центральный сквер.
- Памятник апостолу Павлу — центральный сквер.

## Известные жители и уроженцы
- Быч, Лука Лаврентьевич (1870—1945) — казачий политик и общественный деятель.
- Доризо, Николай Константинович (1923—2011) — поэт, автор песен к более чем 40 фильмам. Самые знаменитые песни: «Огней так много золотых…», «На тот большак, на перекресток», «Взрослые дочери».
- Короленко, Прокопий Петрович (1834—1913) — кубанский историк, казачий этнограф.
- Манько, Лидия Николаевна (1928—1997) — Герой Социалистического Труда.
- Прохода, Василий Фомич (1891—1971) — украинский военный, политический и культурный деятель, подполковник Армии УНР, историк, учёный и публицист.